# Igreja de São Benedito (Bragança)
O Igreja de São Benedito é uma edificação na cidade de Bragança, no estado do Pará, no Brasil. Por sua importância histórico-cultural, foi tombada como patrimônio cultural do estado do Pará, pelo Departamento de Patrimônio Histórico Artístico e Cultural do Estado do Pará (DPHAC), em 2006. É a última edificação em estilo barroco do município e também é o centro de importantes manifestações culturais centenárias: culto e festividades a São Benedito, e Marujada de São Benedito.

## História
Em 1854, a Irmandade do Glorioso São Benedito enviou à Câmara Municipal de Bragança notificação para a construção de um templo próprio. A Irmandade estava em busca de doação de um terreno localizado em colina de largas vistas e realizava sua festa como forma de arrecadar fundos para a construção. Até o momento, as celebrações era realizadas em uma pequena ermida.
Depois de vários meses da solicitação dos irmãos de São Benedito, em 5 de dezembro de 1868, o frei João da Santa Cruz, Vigário Interino de Bragança, deu parecer positivo para a aprovação e autorização eclesiástica da construção do templo.
Desde a organização urbanística de Bragança, dado o impulso da chamada “indústria da alvenaria”, a nova igreja começou a ficar distante para as comodidades dos senhores e a cidade transferida para a margem esquerda do Caeté, se expandia para oeste.

Os negros estiveram, inclusive, sujeitos a servir de objeto de ganho para o senhor, como no aluguel do escravizado Julião, de Francisco Antônio Belém, que arrecadou grandes quantias com o serviço de negro nas obras do templo, no ano de 1876. Além de tentar encontrar uma solução para dar sustentabilidade a seus intentos, os negros foram alocados para o trabalho na construção da sua igreja.
A obra provavalmente durou mais de vinte anos e foi concluído pelo empreiteiro José Caetano Pinheiro, em 1872.

## Arquitetura
A Igreja de São Benedito é a única edificação em estilo barroco que ainda existente no município de Bragança. Internamente, possui altar-mor modificado para receber a imagem de São Benedito; ornamentações e pinturas características do estilo barroco nas paredes e nas colunas; e piso colorido em ladrilho hidráulico. Ao longo de sua história, peças e figuras sacras e populares em cimento armado e esculpido foram afixadas às paredes internas e externas da Sala anterior à Sacristia.

### Imaginária
O altar-mor abriga imponente imagem de São Benedito (possivelmente do final do século XVIII), esculpida em estilo português e outras três imagens menores do mesmo santo, que percorrem as regiões de Campos, Praias e Colônias durante o ritual de Esmolação (entre os meses de abril e dezembro de cada ano). Dentre as demais imagens sacras pertencentes à paróquia, estão:
- uma imagem de São João Batista e outra de São Pedro - provindas da antiga Igreja de São João Batista, demolida em 1953 por seeu avançado estado de degradação, por ordem do então prefeito, Augusto Pereira Corrêa, com consentimento da Prelazia do Guamá,
- uma imagem de Nossa Senhora de Fátima - doada pelas famílias portuguesas em 1945, por evento da consagração da Prelazia ao Coração de Maria,
- uma imagem de Nossa Senhora do Perpétuo Socorro - provinda da Igreja Catedral de Nossa Senhora do Rosário, na década de 1990, por conta da reforma desta Catedral,
- uma imagem pequena do Sagrado Coração de Jesus em gesso, e
- uma imagem pequena do Sagrado Coração de Maria em gesso.

### Revitalização
A revitalização da edificação da Igreja de São Benedito da cidade de Bragança foi iniciada por conta da necessidade de nova pintura externa. Ao serem retiradas as diversas camadas de tinta que foram sendo aplicadas no decorrer da história da igreja, descobriu-se comprometimento parcial da estrutura da edificação: 1. fissuras em uma das paredes e 2. deslocamento de reboco em alguns pontos. A  equipe técnica, sob a responsabilidade do engenheiro civil Geraldo Alves, optou por sanar os problemas com 1. a atracação com ferro da parede da torre que sustenta os sinos; e 2. a retirada e substituição dos pedaços de reboco que apresentavam risco de queda.
A revitalização do interior da igreja será realizada após as correções e a pintura externas.
Como forma de evitar novos danos estruturais, "O sacerdote não descartou a possibilidade de um Projeto de Lei que proíba o tráfego de veículos pesados como caminhões, carretas, ônibus e outros de maior peso nas imediações do templo, com exceção de veículos necessários ao atendimento de situações de emergências de segurança e saúde pública".

## Tombamento
A Igreja de São Benedito foi tombada como patrimônio cultural do estado do Pará, pelo DPHAC, pelo Ato de 11 de setembro de 2006 (publicado no Diário Oficial do Estado do Pará de n.º 30.762, de 11.09.2006), considerando como polígono de tombamento o Complexo da Igreja de São Benedito, que inclui o Templo, o Barracão da Marujada e o Coreto na Praça 1º de outubro. No mês seguinte, o imóvel foi tombado também pelo Patrimônio Histórico Municipal de Bragança, pelo Decreto n.º 228/06 de 04 de outubro de 2006 (Art. 1º, Item I).
É a última edificação em estilo barroco do município, e sua importância cultural também está em ser o espaço de importantes manifestações culturais centenárias: culto e festividades a São Benedito, e Marujada de São Benedito.